# 레오루
레오루(れをる, Reol, 1993년 11월 9일~)는 일본의 여성 팝 가수, 우타이테, 작곡가, 음반 프로듀서이다. 2016년 3월부터 2017년 7월까지 동명의 J-pop 그룹 레오루(RΞOL)의 전 멤버로 활동했었으며 현재는 솔로 활동중이다.